# 前萊茵河

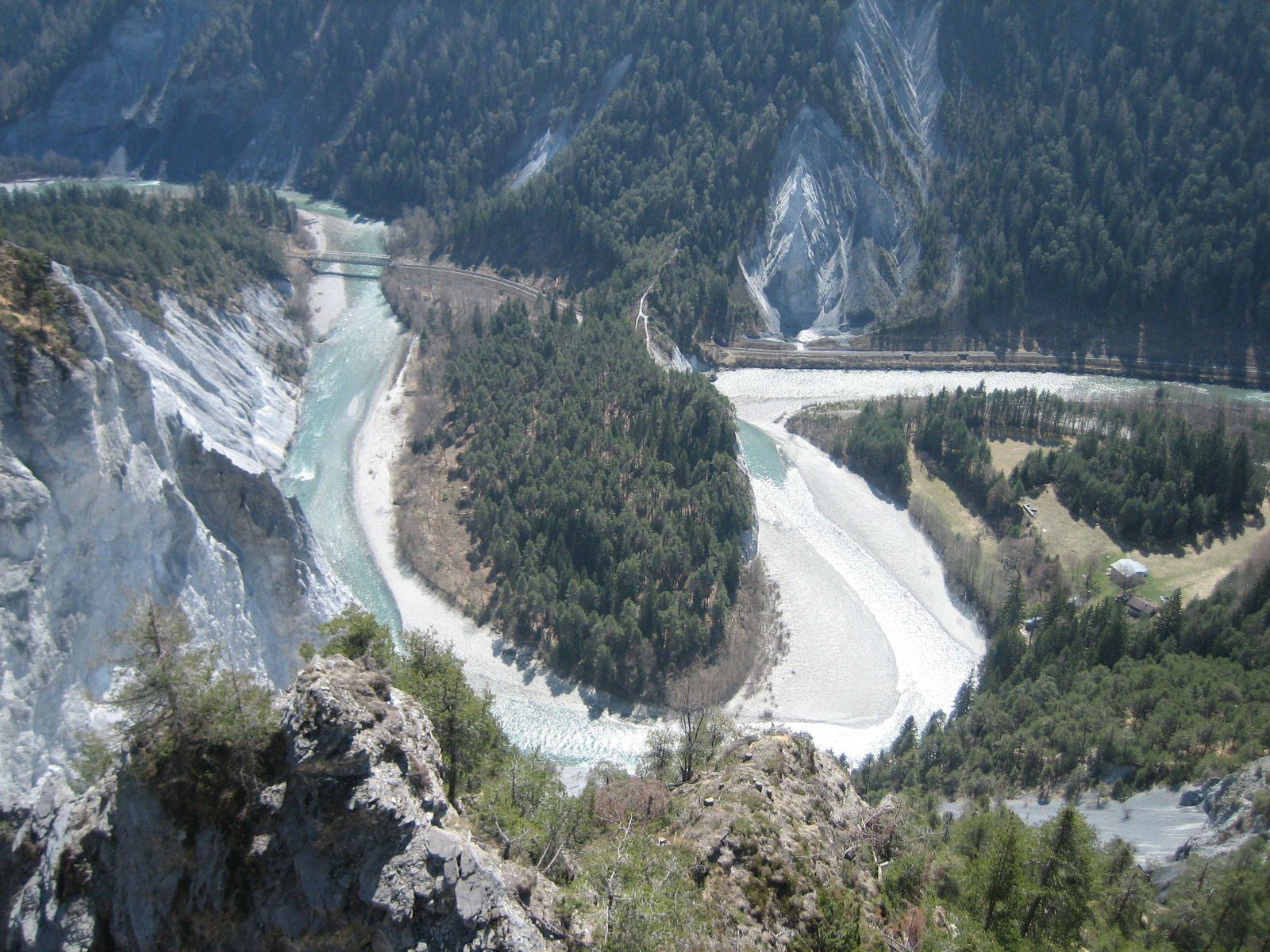

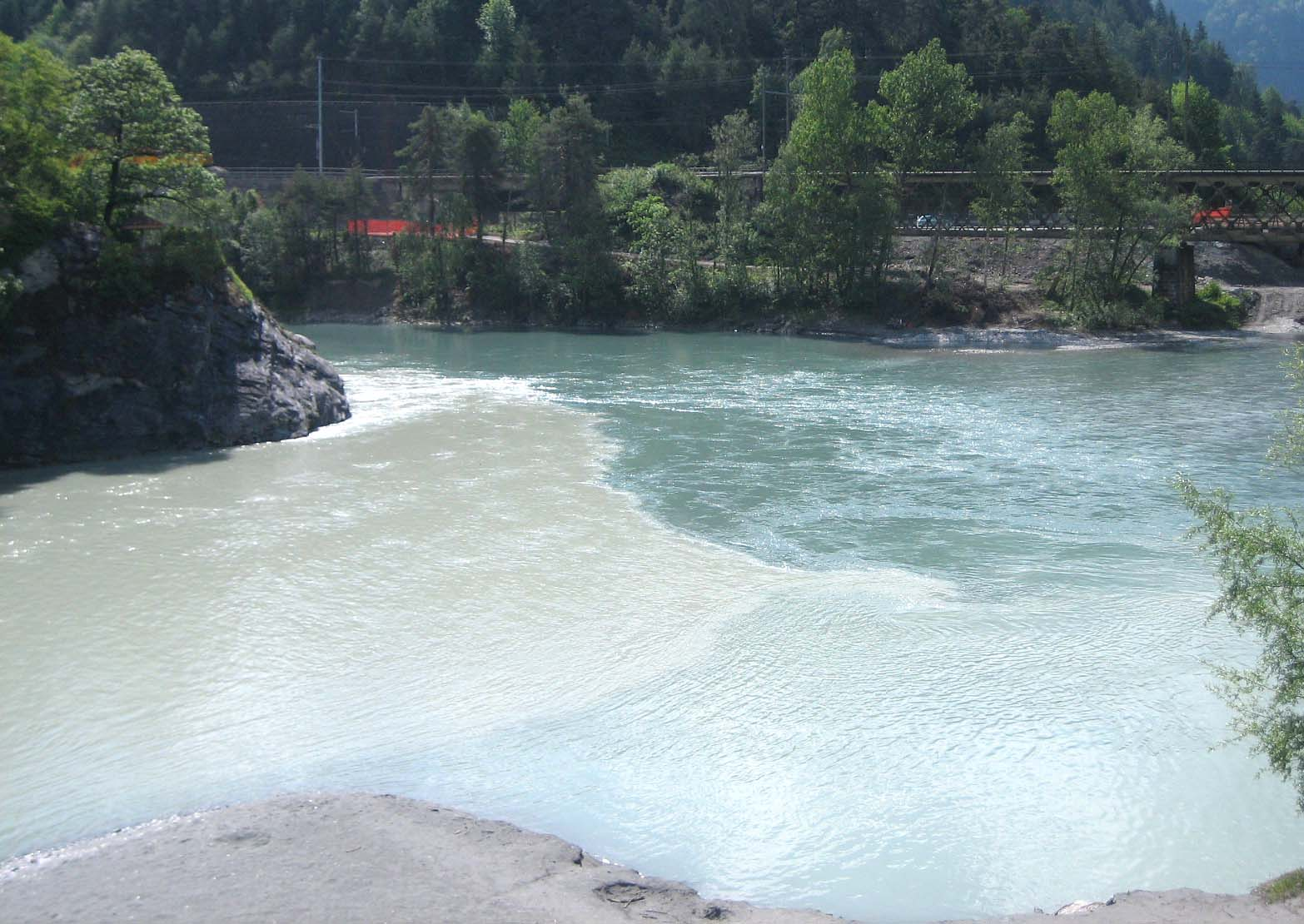

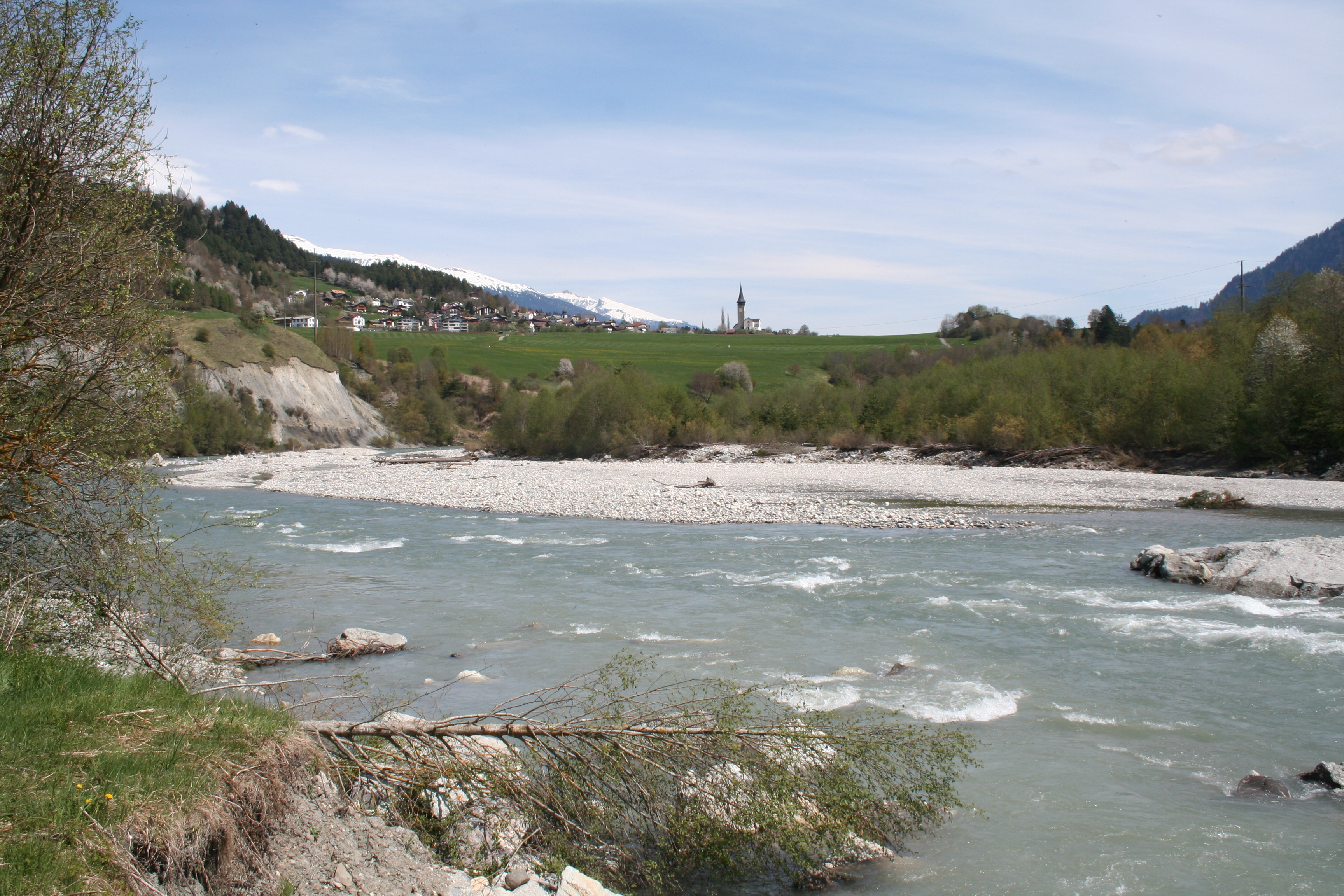

前萊茵河（德語：Vorderrhein）是瑞士的河流，是萊茵河的其中一個源頭，主要流經格勞賓登州，河道全長76公里，流域面積1,512平方公里，平均流量每秒53.8立方米。

## 外部連結
- Natural Monument Ruinaulta （页面存档备份，存于）
- flow description for water rides